# Bambey
Bambey – miasto w Senegalu, w regionie Diourbel. Według danych szacunkowych na rok 2007 liczy 22 830 mieszkańców. W mieście znajduje się stacja kolejowa na trasie łączącej Dakar z Bamako w Mali.